# Sirdaryo
Sirdaryo (tiếng Uzbek: Sirdaryo / Сирдарё; tiếng Nga: Сырдарья, đã Latinh hoá: Syrdarya) là một thành phố ở tỉnh Sirdaryo của Uzbekistan. Nó đóng vai trò là trung tâm hành chính của huyện Sirdaryo. Dân số thành phố là 28.800 người (năm 2016).